# Episodi di The King of Queens (prima stagione)
La prima stagione della serie televisiva The King of Queens, composta da 25 episodi, è andata in onda negli Stati Uniti sul canale CBS dal 21 settembre 1998 al 17 maggio 1999.
| nº | Titolo originale    | Titolo italiano           | Prima TV USA      | Prima TV Italia |
| -- | ------------------- | ------------------------- | ----------------- | --------------- |
| 1  | Pilot               | Così è la vita            | 21 settembre 1998 |                 |
| 2  | Fat City            | Grasso è bello?           | 28 settembre 1998 |                 |
| 3  | Cello, Goodbye      | Violoncello, Good-bye     | 5 ottobre 1998    |                 |
| 4  | Richie's Song       | La ballata di Richie      | 12 ottobre 1998   |                 |
| 5  | Paternal Affairs    | Affari paterni            | 19 ottobre 1998   |                 |
| 6  | Head First          | L'equivoco                | 26 ottobre 1998   |                 |
| 7  | The Rock            | L'anello                  | 2 novembre 1998   |                 |
| 8  | Educating Doug      | Il peso della cultura     | 9 novembre 1998   |                 |
| 9  | Road Rayge          | Senza patente             | 16 novembre 1998  |                 |
| 10 | Supermarket Story   | Supermarket Story         | 23 novembre 1998  |                 |
| 11 | Noel Cowards        | Codardi a Natale          | 14 dicembre 1998  |                 |
| 12 | Fixer Upper         | Una mediazione fantastica | 21 dicembre 1998  |                 |
| 13 | Best Man            | Il testimone di nozze     | 11 gennaio 1999   |                 |
| 14 | Dog Days            | Giorni da cani            | 18 gennaio 1999   |                 |
| 15 | Crappy Birthday     | Un compleanno da schifo   | 1º febbraio 1999  |                 |
| 16 | S'Ain't Valentine's | San Valentino             | 8 febbraio 1999   |                 |
| 17 | Court Date          | Appuntamento in tribunale | 15 febbraio 1999  |                 |
| 18 | White Collar        | Colletto bianco           | 22 febbraio 1999  |                 |
| 19 | Rayny Day           | Giorno piovoso            | 1º marzo 1999     |                 |
| 20 | Train Wreck         | La tirocinante            | 15 marzo 1999     |                 |
| 21 | Hungry Man          | L'affamato                | 5 aprile 1999     |                 |
| 22 | Time Share          | La multiproprietà         | 26 aprile 1999    |                 |
| 23 | Where's Poppa?      | Finalmente soli           | 3 maggio 1999     |                 |
| 24 | Art House           | Torna a casa Arthur       | 10 maggio 1999    |                 |
| 25 | Maybe Baby          | Facciamo un bambino       | 17 maggio 1999    |                 |

## Così è la vita
- Titolo originale: Pilot
- Diretto da: Pamela Fryman
- Scritto da: Michael J. Weithorn e David Litt

### Trama
Quando Arthur, il padre di Carrie, brucia la casa in cui viveva con la deceduta moglie, tentando di cucinarsi la cena usando una piastra vecchia di 42 anni, Carrie e Doug decidono di ospitarlo da loro. Per poter accogliere Arthur nella loro casa, Doug dovrà rinunciare alla sua paradisiaca caverna rifugio ottenuta nel seminterrato, visto che la sorella di Carrie, Sarah occupa già la cameretta.

## Grasso è bello?
- Titolo originale: Fat City
- Diretto da: Robert Berlinger
- Scritto da: Cathy Yuspa e Josh Goldsmith

### Trama
Quando Doug, guardando le foto degli album di Arthur, scopre che le donne della famiglia di Carrie tendono a diventare grasse nel corso della vita, cerca di spronare Carrie a mantenere la linea.

## Violoncello, Good-bye
- Titolo originale: Cello, Goodbye
- Diretto da: Gail Mancuso
- Scritto da: Michael J. Weithorn e David Litt

### Trama
Doug, vedendo che Carrie continua a saltare le partite di softball con lui e i ragazzi, si chiede cosa stia succedendo. Scoprirà che Carrie sta lavorando fino a tardi con il suo ricco e affascinante capo. Doug comincia a chiedersi perché una stupenda ragazza come Carrie abbia scelto lui. Nel tentativo di rivalutarsi con Carrie andrà a un concerto di violoncello con lei, scoprendo che Carrie è innamorata di lui per quello che è.
- Guest star: Albie Selynich

## La ballata di Richie
- Titolo originale: Richie's Song
- Diretto da: Robert Berlinger
- Scritto da: Tony Sheehan

### Trama
- Guest star: Michele Maika

## Affari paterni
- Titolo originale: Paternal Affairs
- Diretto da: Brian K. Roberts
- Scritto da: David Bickel

### Trama
- Guest star: Brenda Vaccaro

## L'equivoco
- Titolo originale: Head First
- Diretto da: Pamela Fryman
- Scritto da: Michael J. Weithorn e David Litt

### Trama
- Guest star: Shari Albert, Lesli Margherita, Jody Wood

## L'anello
- Titolo originale: The Rock
- Diretto da: Pamela Fryman
- Scritto da: Stacie Lipp

### Trama
- Guest star: Robert Katims

## Il peso della cultura
- Titolo originale: Educating Doug
- Diretto da: Rob Schiller
- Scritto da: Cathy Yuspa e Josh Goldsmith

### Trama
- Guest star: Ken Weiler e Frantz Turner

## Senza patente
- Titolo originale: Road Rayge
- Diretto da: Rob Schiller
- Scritto da: Tony Sheehan e David Litt

### Trama
Mentre Doug sta dando l'esame di guida, si imbatte in Ray Barone. Ray ha problemi con alcune delle domande, e chiede Doug di aiutarlo con le risposte. Doug viene scoperto , e perde la sua patente. Ray sdebitarsi con Doug, lo invita alla partita dei New York Jets. Il fratello di Ray, Robert va con loro. Ray lascia guidare Doug, e Robert scopre che Doug non ha la patente, ed essendo un poliziotto, dice a Doug di accostare. Doug, dopo aver rimediato una multa da 770 dollari ed una settimane aggiuntiva di sospensione della licenza di guida, ottiene finalmente la sua patente.
- Guest star: Ray Romano (Ray Barone), Peter Boyle (Frank Barone), Brad Garrett (Robert Barone), Yvette Cason (Mrs. Blanchard)

## Supermarket Story
- Titolo originale: Supermarket Story
- Diretto da: Rob Schiller
- Scritto da: Cathy Yuspa e Josh Goldsmith

### Trama
- Guest star: Donny Osmond, Dana Gould, Cristine Rose, Parry Shen, Patricia Place

## Codardi a Natale
- Titolo originale: Noel Cowards
- Diretto da: Rob Schiller
- Scritto da: David Bickel e Michael J. Weithorn

### Trama
- Guest star: James M. Connor

## Una mediazione fantastica
- Titolo originale: Fixer Upper
- Diretto da: Rob Schiller
- Scritto da: Tony Sheehan e David Litt

### Trama
- Guest star: Constance Zimmer, Sean Weiss

## Il testimone di nozze
- Titolo originale: Best Man
- Diretto da: Rob Schiller
- Scritto da: Cathy Yuspa e Josh Goldsmith

### Trama
Doug, Carrie, Arthur, Deacon e Kelly stanno andando al matrimonio di Todd, un vecchio amico di Carrie e Kelly. Poco prima di andare al matrimonio, Doug scopre da Deacon che Carrie una volta era intima con Todd.
- Guest star: Merrin Dungey (Kelly Palmer), James Castle Stevens(Todd), Jennifer Simard (Paula), Marc Goldsmith (Alex), Christina Cabot (Jill), Peter Tork (Band Leader), Anthony Powers (Harold), Michael McCalre (Waiter)

## Giorni da cani
- Titolo originale: Dog Days
- Diretto da: Rob Schiller
- Scritto da: David Litt

### Trama
- Guest star: Bryan Cranston, Dee Dee Rescher

## Un compleanno da schifo
- Titolo originale: Crappy Birthday
- Diretto da: Mark Cendrowski
- Scritto da: David Bickel

### Trama
- Guest star: Merrin Dungey e Esther Scott

## San Valentino
- Titolo originale: S'Ain't Valentine's
- Diretto da: Rob Schiller
- Scritto da: Nancy Cohen e Michael J. Weithorn

### Trama
- Guest star: Grace Zabriskie, Shaun Weiss, Janet Rotblatt, Steve Schirripa, Sean Bergin

## Appuntamento in tribunale
- Titolo originale: Court Date
- Diretto da: Rob Schiller
- Scritto da: Cathy Yuspa e Josh Goldsmith

### Trama
- Guest star: Daniel Roebuck

## Colletto bianco
- Titolo originale: White Collar
- Diretto da: Rob Schiller
- Scritto da: Tony Sheehan

### Trama
- Guest star: Merrin Dungey

## Giorno piovoso
- Titolo originale: Rayny Day
- Diretto da: Rob Schiller
- Scritto da: David Bickel

### Trama
- Guest star: Doris Roberts, Ray Romano

## La tirocinante
- Titolo originale: Train Wreck
- Diretto da: Rob Schiller
- Scritto da: Cathy Yuspa e Josh Goldsmith

### Trama
- Guest star: Julie Benz e Mason Canter

## L'affamato
- Titolo originale: Hungry Man
- Diretto da: Rob Schiller
- Scritto da: Tony Sheehan

### Trama
- Guest star: Kevin Cooney, Robert Ito, Phil Diskin, Elizabeth Storm

## La multiproprietà
- Titolo originale: Time Share
- Diretto da: Rob Schiller
- Scritto da: Josh Goldsmith, David Bickel e Cathy Yuspa

### Trama
- Guest star: Bryan Cranston, Dee Dee Rescher

## Finalmente soli
- Titolo originale: Where's Poppa?
- Diretto da: Rob Schiller
- Scritto da: Rock Reuben, Gary Valentine e Kevin James

### Trama
- Guest star: Gary Valentine

## Torna a casa Arthur
- Titolo originale: Art House
- Diretto da: Rob Schiller
- Scritto da: David Litt

### Trama
- Guest star: Ford Rainey

## Facciamo un bambino
- Titolo originale: Maybe Baby
- Diretto da: Rob Schiller
- Scritto da: Michael J. Weithorn

### Trama
- Guest star: Merrin Dungey e Nadia Dajani